# 7766 Jododaira
7766 Jododaira este un asteroid din centura principală de asteroizi.

## Descriere
7766 Jododaira este un asteroid din centura principală de asteroizi. A fost descoperit pe 23 ianuarie 1991 la Kitami de Kin Endate și Kazuro Watanabe. Asteroidul prezintă o orbită caracterizată de o semiaxă mare de 3,06 ua, o excentricitate de 0,08 și o înclinație de 11,0° în raport cu ecliptica.